# آرامش (فیلم)
سرنتی (انگلیسی: Serenity) فیلمی آمریکایی در سبک نئو-نوآر و مهیج به نویسندگی و کارگردانی استیون نایت است که در سال ۲۰۱۹ منتشر شد. از ستارگان این فیلم می‌توان به متیو مک‌کانهی، ان هتوی، داین لین، جیسون کلارک، جایمن هانسو و جرمی استرانگ اشاره کرد.
سرنتی در ۲۵ ژانویه ۲۰۱۹ توسط آویرون پیکچرز در ایالات متحده منتشر شد. فیلم با واکنش منفی منتقدان همراه شد و در زمینه فیلم‌نامه و شخصیت‌پردازی مورد انتقاد گرفت. بسیاری از منتقدان پیچش پایانی داستان را «مضحک» توصیف کردند. همچنین بعضی از منتقدان اشاره کردند که سرنتی به خاطر ضعیف بودن خود امکان دارد که به یک فیلم کالت تبدیل شود. سرنتی در گیشه نیز عملکرد ضعیفی داشت. فیلم ۱۴٫۴ میلیون دلار در سراسر جهان فروش داشته است در حالی که ۲۵ میلیون دلار خرج ساختش شده است.

## داستان
بیکر دیل (مک‌کانهی)، ناخدای یک قایق ماهیگیری به نام سرنتی است که در یکی از سفرهایش به یک جزیره آرام و گرمسیر به نام پلیموث هدایت می‌شود. زندگی آرام او وقتی خراب می‌شود که در این شرایط درخواست مستاصل کننده‌ای را از کارن (هَتوی)، همسر سابقش دریافت می‌کند. کارن در نامه به دیل التماس می‌کند تا او و پسر کوچکشان را از شر شوهر جدید (کلارک) و جنایتکارش نجات دهد. کارن از دیل می‌خواهد تا شوهر جدیدش را به بهانه ماهیگیری به دریا ببرد و او را از قایق به پایین پرت کند تا خوراک کوسه‌ها شود. به نظر می‌آید که کارن می‌خواهد دیل را به زندگی برگرداند که او تلاش می‌کند آن را فراموش کند. دیل باید بین درست و غلط یکی را انتخاب کند. دنیای او در یک واقعیت جدید که ممکن است آن چیزی که به نظر می‌رسد، نباشد، غرق شده است.

## بازیگران
- متیو مک‌کانهی در نقش بیکر دیل
- ان هتوی در نقش کارن زاریاکاس
- جیسون کلارک در نقش فرانک زاریاکاس
- داین لین در نقش کانستنس
- جایمن هانسو در نقش دوک
- جرمی استرانگ در نقش رید میلر